# Manzo alla Stroganoff
Il manzo alla Stroganoff o filetto Stroganoff (in russo бефстроганов?, biefstróganaf) è un piatto tipico della cucina russa composto da pezzi di manzo saltati in una salsa di smetana. Le sue origini risalgono alla Russia del XIX secolo e da allora è diventato molto popolare in tutto il mondo, con considerevoli variazioni dalla ricetta originale.
Molte sono le opinioni riguardanti il nome del piatto, alcuni riportano che sia stato preparato per la prima volta da uno chef francese, cuoco del conte russo Pavel Stroganoff, che nel 1875 aggiunse la panna acida al classico manzo in fricassea per renderlo più adatto ai gusti del conte. Altri invece riportano che Stroganoff fosse il nome del medico che curò un'intossicazione di aringhe con una dieta a base di carne bovina, cipolle e panna acida.